# Verteidiger des Glaubens (Film)
Verteidiger des Glaubens ist ein deutscher investigativer Kinodokumentarfilm des Autors und Regisseurs Christoph Röhl aus dem Jahr 2019. Der Film erzählt die Geschichte Joseph Ratzingers und seine Rolle in dem traditionsreichen Glaubens- und Machtsystem in der Weltzentrale der katholischen Kirche im Vatikan sowie dessen Wirken im Kontext zu den Umbrüchen der katholischen Kirche des 20. Jahrhunderts. Die Weltpremiere fand am 14. Mai 2019 auf dem DOK.fest München statt. In den Kinos lief der Film ab Ende Oktober 2019 an.

## Inhalt
Der 90-minütige Film zeichnet den Lebensweg Joseph Ratzingers nach, angefangen von seiner Priesterweihe im Jahr 1951 über seine Zeit als Theologieprofessor und Präfekt der vatikanischen Glaubenskongregation bis hin zum überraschenden Rücktritt vom Papstamt im Jahr 2013. Der Film setzt sich mit der über 30-jährigen Tätigkeit Ratzingers im Vatikan auseinander und zeigt wie aus dem jungen Erneuerer des Zweiten Vatikanischen Konzils ein Verfechter für den Erhalt einer konservativen katholischen Kirche wurde. Er dokumentiert, wie Ratzinger die katholische Kirche in den letzten 60 Jahren geprägt hat und wie er sie in ihre größte Krise geführt hat. Zahlreiche Interviewpartner in dem Film, die alle innerhalb des klerikalen Systems tätig sind und waren, verdeutlichen durch ihre Aussagen, welche Rolle Ratzinger im weitläufigen Machtsystems des Vatikans spielte, und inwiefern er zum Vertrauensverlust beitrug, unter dem die katholische Kirche leidet. Der Film nimmt auch die engsten Berater und Vertrauten von Joseph Ratzinger in den Blick, und macht deutlich, wie sie in die Verschleierung der globalen Missbrauchskrise und in Korruptionsskandale verwickelt waren. Die Interviewpartner befassen sich kritisch mit dem Bild von Ratzinger als bescheidenen Gelehrten, der Film dokumentiert, wie Ratzinger einerseits an dem weltoffenen Aufbruch versprechenden Zweiten Vatikanischen Konzil mitwirkte und zum anderen an der Rückwärtsentwicklung der Kirche wesentlichen Anteil hatte.

## Hintergrund
Ausgangspunkt und Background von Autor Christof Röhl für seine Recherchen zu dem Film waren persönliche Kontakte mit ehemaligen Schülern des Berliner Canisius-Kollegs in Zusammenhang mit dem Missbrauch an der Odenwaldschule, worüber er einen Film machte. Mit den vom Missbrauch Betroffenen an der Odenwaldschule, an der er von 1989 bis 1991 als Englisch-Tutor tätig war, diskutierte er die Parallelen zwischen dem Missbrauch an der liberalen reformpädagogischen Odenwaldschule und der katholischen Kirche. Das Thema Missbrauch sollte ursprünglich nur ein Aspekt in dem groß angelegten Film über Joseph Ratzinger sein, wurde aber im Zuge der Filmarbeiten, wie Röhl in seinem Artikel in der Zeitschrift Stimmen der Zeit feststellt, zu einem Schlüsselelement der Dokumentation. Den Weg der katholischen Kirche unter Ratzinger erlebte Röhl als eine Sackgasse, die seiner Meinung nach dazu geführt hat, „dass gute und gläubige Menschen mit ihren Wahrheiten diffamiert, diskreditiert, desavouiert, oder, wie es Tom Doyle in meinem Film zum Ausdruck bringt, zugunsten der Hierarchie „aufgeopfert“ wurden“.

## Produktion
Dem Autor und Regisseur Christoph Röhl standen für die Recherchen und für seine Filmarbeit die Türen des Vatikans offen. Er hat seine Recherchen für diesen Film noch vor dem Rücktritt Benedikts begonnen. Er sprach weltweit mit Insidern, Vertrauten, Kirchenkennern und -kritikern, um Joseph Ratzingers komplexer Geschichte auf den Grund zu gehen. Der Vatikan hat für diesen Film Zugang zu seinem umfangreichen Film- und Bildarchiv gewährt. Viele Weggefährten Ratzingers, Experten und enge Vertraute wie Georg Gänswein ließen sich interviewen, aber auch Kritiker des emeritierten Papstes. Interviewpartner sind Klaus Mertes, Erzbischof Georg Gänswein, Doris Reisinger, Tony Flannery, Wolfgang Beinert, Hermann Häring, Christa Pongratz-Lippitt, Thomas P. Doyle, Erzbischof Charles Scicluna, Xavier Léger, Pablo Perez Guajardo, Emiliano Fittipaldi, Marie Collins. Röhl konnte vor Ort sowohl vor als auch hinter den Kulissen drehen, er erhielt Zugang zu rarem Archivmaterial und konnte aus vielfältigem historischen Material schöpfen. Der Film weist eine durchgehend stringente Dramaturgie auf, die Off-Kommentare zwischen den Interviews und dramaturgisch geschickt aneinandergereihten Szenen spricht in der deutschen Fassung der Tatort-Kommissar Ulrich Tukur. Produzent des Films ist „RFF – Real Fiction Filmverleih e.K.“.

## Rezeption
In den einschlägigen Medien wird Röhls Film insgesamt als eine „analytisch weit ausgreifende Erzählung“ wahrgenommen. Katholische Medien wie der St. Michaelsbund des Erzbistums München und Freising setzen sich einerseits kritisch mit den Kernaussagen des Films auseinander, stellen andererseits die dokumentarische Qualität des Films nicht in Frage. So schreibt Thomas Stöppler: „Der Film spart nicht mit Kritik und zeichnet kein objektives, aber deshalb nicht minder sehenswertes Bild des emeritierten Papstes“. Im Vatikan-Magazin schreibt Guido Horst: „Der Porträt-Film ‚Verteidiger des Glaubens‘ von Christoph Röhl über Joseph Ratzinger / Benedikt XVI. zeichnet das Bild eines Gescheiterten und heftet es wie einen Zerrspiegel an eine vermeintlich überholte Kirche, die nun abtreten muss“.
In der Süddeutschen Zeitung bezeichnet Matthias Drobinski den Film als ‚Thesenfilm‘: „Christoph Röhls Dokumentarfilm über Benedikt XVI. ist kein Film über Joseph Ratzingers Leben und Wirken. Röhl hat einen Thesenfilm produziert, montiert; das macht die Wucht von ‚Verteidiger des Glaubens‘ aus und markiert zugleich seine Grenze“. Zu Röhls Intention bei der Auswahl, Montage und Dramaturgie der Doku-Elemente sagt Drobinski: „Das ist die Stärke des Films: Er ist nicht zynisch oder hämisch. Er ist traurig über das, was er zeigen muss: wie Joseph Ratzinger durch die Gefangenschaft in seinem Denksystem zum Mitschuldigen wurde.“
Zur Machart des Werks schreibt Thomas Lassonczyk in filmstarts.de „Sehr aufwendig realisierter Dokumentarfilm über Aufstieg und Niedergang des deutschen Papstes Benedikt XVI., der kaum ein gutes Haar am Vatikan und der katholischen Kirche lässt. Sehr gelungen, selbst wenn der Film in der Umsetzung dem im Fernsehen allgemein üblichen Stil-Prinzip der Talking Heads folgt.“

### Kritik pro
Die den Film insgesamt positiv einstufenden Kritiken tun dies insbesondere im Hinblick auf die kritische Auseinandersetzung mit den Widersprüchen der Ära Ratzinger. So stellt der nicht als kirchenkritisch geltende Bayerische Rundfunk in seinem Bericht zur Uraufführung fest: „Die Botschaft am Ende des Films ist klar: Mit Benedikt ist nicht nur ein Papst, sondern eine ganze Ära gescheitert. Seine Kirche als monarchistisch-autoritäres Gebilde ist am Ende – zumindest in den Augen vieler Gläubiger“.
Die von den Jesuiten herausgegebene Zeitschrift „Stimmen der Zeit“ stellt unter dem Titel „Ratzingers blinder Fleck“ fest: „Christoph Röhl zeichnet das Bild einer tragischen Persönlichkeit, der es stets um die Wahrheit und um die heilige katholische Kirche ging, die dabei aber den Blick für die Krisen der Zeit verlor“. In DOMRADIO.de, einem Sender in Trägerschaft des Bildungswerks der Erzdiözese Köln schreibt Christoph Renzikowski: „Röhl hält den Pontifex aus Bayern nicht nur für persönlich gescheitert, sondern sieht ihn zugleich exemplarisch als einen bestimmten Typ von Kirchenmann, der die Institution retten will und dabei das Leid der Opfer ausblendet. Eine einseitige Sicht, aber eine, der man sich in ihrer stringenten Darbietung nur schwer entziehen kann.“

### Kritik contra
Einige Kritiken wägen die Stärken und Schwächen des Films ab. Gerd Felder kommt in dem katholischen Online-Magazin „Kirche-und-Leben“ zu dem Schluss: „Die größte Stärke des neuen Films, seine Fokussierung auf das Scheitern Benedikts und seines Kirchenbilds, ist zugleich seine Schwäche: Den Anspruch, ein Ratzinger-Porträt abzuliefern, wird der teilweise mit großartigen Aufnahmen und erhellenden Beobachtungen glänzende Film nicht gerecht“.
Joseph Ratzinger nahestehende Medien und Personen üben sowohl an der Machart des Films als auch am Inhalt Kritik. Der Papstbiograph Peter Seewald kritisiert in der Tagespost, dass der Film, „um die krude These vom gescheiterten Papst durchzuhalten, der im Grunde für den ganzen Missbrauch und damit für die Krise der katholischen Kirche verantwortlich sei“, verschweige, „dass Ratzinger bereits als Präfekt die entscheidenden Weichen für den Kampf gegen den Missbrauch gestellt habe und die Null-Toleranz-Politik gegenüber kirchlichen Missbrauchstätern auch als Papst konsequent fortgeführt und rund 400 Geistliche suspendiert hat“.
Der Wiener Kardinal Christoph Schönborn übt etwas zurückhaltendere Kritik und sagt, wer behaupte, der frühere Kurienkardinal Joseph Ratzinger habe sich dem Thema nicht gestellt, erkenne die Fakten nicht an. Vielmehr sei Joseph Ratzinger/Benedikt XVI. seit den 1990er Jahren schon entschieden gegen sexuellen Missbrauch vorgegangen. Auch die Deutsche Bischofskonferenz kritisierte den Film. Deren Sprecher Matthias Kopp wies u. a. darauf hin, dass Benedikt XVI. sich als erster Papst überhaupt mit Missbrauchsopfern getroffen habe, was jedoch verschwiegen werde und den Film unseriös mache.